# 야나기사와 야스쓰네
야나기사와 야스쓰네(일본어: 柳沢保経)는 에치고 미쓰카이치번 제2대 번주를 지냈다. 소바요닌으로 유명한 야나기사와 요시야스의 칠남으로 태어났다.
| 전임 야나기사와 도키치카 | 제2대 구로카와번 번주 (야나기사와가) 1724년 ~ 1760년 | 후임 야나기사와 노부아키 |